# Willi Scharf
Willi Scharf (* 10. Februar 1896 in Dortmund; † 1. September 1971 in Mürzzuschlag) war ein deutscher Geologe.

## Leben
Scharf legte am 9. August 1914 sein Abitur am Stadtgymnasium in Halle/Saale ab. Zwei Tage später wurde er zum Magdeburgischen Jäger-Bataillon Nr. 4 in Naumburg (Saale) berufen. Nach dem Ersten Weltkrieg wurde Scharf am 31. März 1920 als charg. Oberleutnant aus der Reichswehr entlassen. Es folgte ein Hochschulstudium an den Universitäten in Halle/Saale und München. Am 19. März 1924 promovierte er unter Johannes Walther zum Doktor der Naturwissenschaften an der Universität in Halle/Saale. In seiner Dissertation lieferte er einen Beitrag zur Geologie des Steinkohlengebietes im Südharz.
Am 23. Mai 1925 legte Scharf das I. Staatsexamen bei der Preußischen Geologischen Landesanstalt in Berlin ab und wurde am 15. Oktober 1925 als Geologe auf Probe aufgenommen. Am 5. März 1928 folgte das II. Staatsexamen, am 1. April 1928 die Übernahme als außerplanmäßiger Geologe. Am 20. April 1935 wurde Scharf zum preußischen Bezirksgeologen ernannt. Für die Landesanstalt bearbeitete er verschiedene Blätter der Preußischen Geologischen Karte. Außerdem erstellte Scharf die baugrundgeologischen Unterlagen für die Nordschleuse in Bremerhaven und war verantwortlicher Autobahngeologe für die Strecke Elbing-Königsberg.
Am 17. August 1938 wurde Scharf an die Zweigstelle Wien des Reichsamtes für Bodenforschung versetzt. Am 26. Juni 1940 wurde er an die Arbeitsstelle Posen des Reichsamtes versetzt. Am 21. Juni 1941 erfolgte die Einberufung zur Wehrmacht, in der er bis zum Ende des Zweiten Weltkriegs diente.
Am 1. August 1945 kehrte er nach Neuberg an der Mürz zurück, wo er sich fortan als freischaffender Geologe betätigte. 1949 bis 1955 war er Konsulent der Steiermärkischen Landesregierung für geologische Fragestellungen im Flussbau, in der Wildbachverbauung, Kulturtechnik, Wasserversorgung sowie bei Baugrund- und Straßenbaubegutachtungen. Am 1. März 1955 siedelte er nach Süddeutschland über, wo er fortan als freischaffender technischer Geologe tätig war. 1965 erfolgte die endgültige Übersiedlung in die Obersteiermark, wo er sich weiterhin freischaffend betätigte.
Am 1. September 1971 verstarb Scharf im Krankenhaus von Mürzzuschlag an einem momentanen Herzversagen. Er wurde in Neuberg an der Mürz bestattet. Scharf war langjähriges Mitglied der Geologischen Gesellschaft in Wien.
Willi Scharfs Vater Otto Scharf war Wirkl. Geh. Oberbergrat, Oberbergamtsdirektor und Berghauptmann sowie Begründer und 18 Jahre lang Leiter des Halleschen Verbandes zu der Erforschung der mitteldeutschen Bodenschätze und ihrer Verwertung. Scharf heiratete am 6. Juni 1929 in Mürzzuschlag Herta geborene Völkel. Das Ehepaar hatte zwei Kinder.

## Werke
- Beitrag zur Geologie des Steinkohlengebietes im Südharz. Halle/Saale: Knapp, 1924.
- zusammen mit Otto Schneider: Führer durch die Museen der Preußischen Geologischen Landesanstalt – Abteilung Graphit. Berlin: Preußische Geologische Landesanst., 1933. DNB 365876046
- zusammen mit Wilhelm Dienemann (Beitrag im Jahrbuch der Preußischen Geologischen Landesanstalt): Zur Frage der neuzeitlichen Küstensenkung an der deutschen Nordseeküste. Berlin: Preußische Geologische Landesanst., 1931.
- beteiligt an: Geologische Karte von Preussen und benachbarten Bundesstaaten. Berlin: Preußische Geologische Landesanst. DNB 560612230